# Big Quill n.º 308
Big Quill n.º 308 es un municipio rural canadiense situado en la provincia de Saskatchewan.

## Superficie
Big Quill n.º 308 tiene una superficie de 730,34 km².

## Demografía
En 2021, tenía 520 habitantes, una densidad poblacional de 0,7 hab./km², y 246 viviendas.